# Drepung
Drepung (tyb. འབྲས་སྤུངས་, Wylie: ’bras spungs, ZWPY: Zhaibung; chiń. upr. 哲蚌寺; chiń. trad. 哲蚌寺; pinyin Zhébàng Sì) – jeden z trzech wielkich klasztorów uniwersytetów Gelug w Tybecie (nazwa dokładnie oznacza „Stos Ryżu”).
Pozostałe dwa to Ganden i Sera. Drepung jest największym z tybetańskich klasztorów. W czasach swojej świetności pierwszym był największym klasztorem na świecie, spośród wszystkich religii. Założony w 1416 przez Jamyanga Chojeya, bezpośredniego ucznia Je Tsongkhapy, założyciela szkoły gelug. Znajduje się na górze Gambo Utse, pięć kilometrów od zachodnich przedmieść Lhasy.
F. Spencer Chapman po podróży do Tybetu, w latach 1936–1937, relacjonował, że Drepung był wówczas największym klasztorem na świecie i liczył 7700 michów, ale niekiedy liczba ta sięgała nawet 10 tys.

## Historia
Drepung był znany z wysokiego standardu studiów akademickich i był nazywany Nalandą Tybetu, co odnosiło się do sławnego buddyjskiego klasztoru uniwersyteckiego w Indiach.

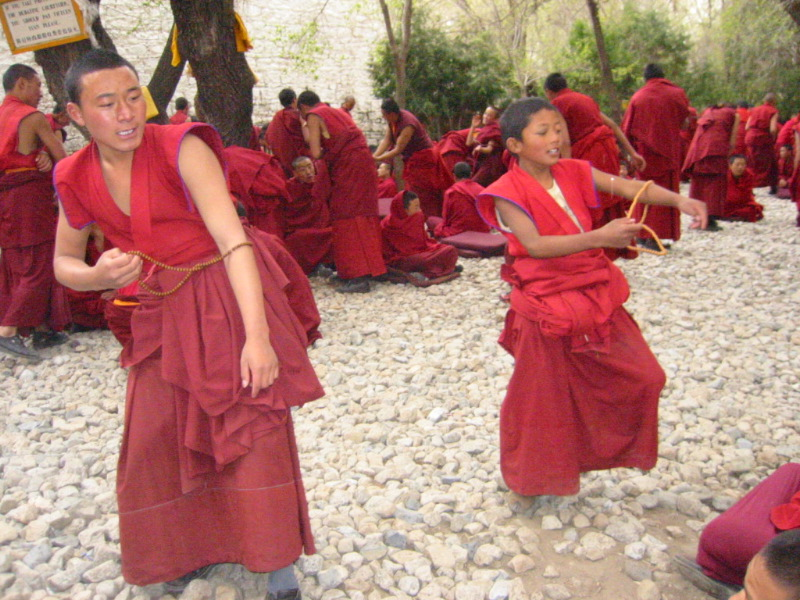
Młodzi misi

Chapman podaje że w późnych latach 30 XX w., klasztor był podzielony na cztery koledże, każdy przeznaczony dla michów z określonego regionu: Kampów, Mongołów itd. Kierownictwo nad każdym koledżem było sprawowane przez opata wyznaczonego przez Dalajlamę XIII.
Obecnie klasztor podzielony jest na siedem wielkich koledży: Gomang (sGo-mang), Loseling (Blo-gsal gling), Deyang (bDe-dbyangs), Shagkor (Shag-skor), Gyelwa (rGyal-ba) lub Tosamling (Thos-bsam gling), Dulwa (‘Dul-ba) i Ngagpa (sNgags-pa). Można porównać go do takich uniwersytetów jak Uniwersytet Oksfordzki czy Uniwersytet Paryski w średniowieczu, gdzie poszczególne koledże rozwijały poszczególne gałęzie nauk i stowarzyszały różne tradycje geograficzne.

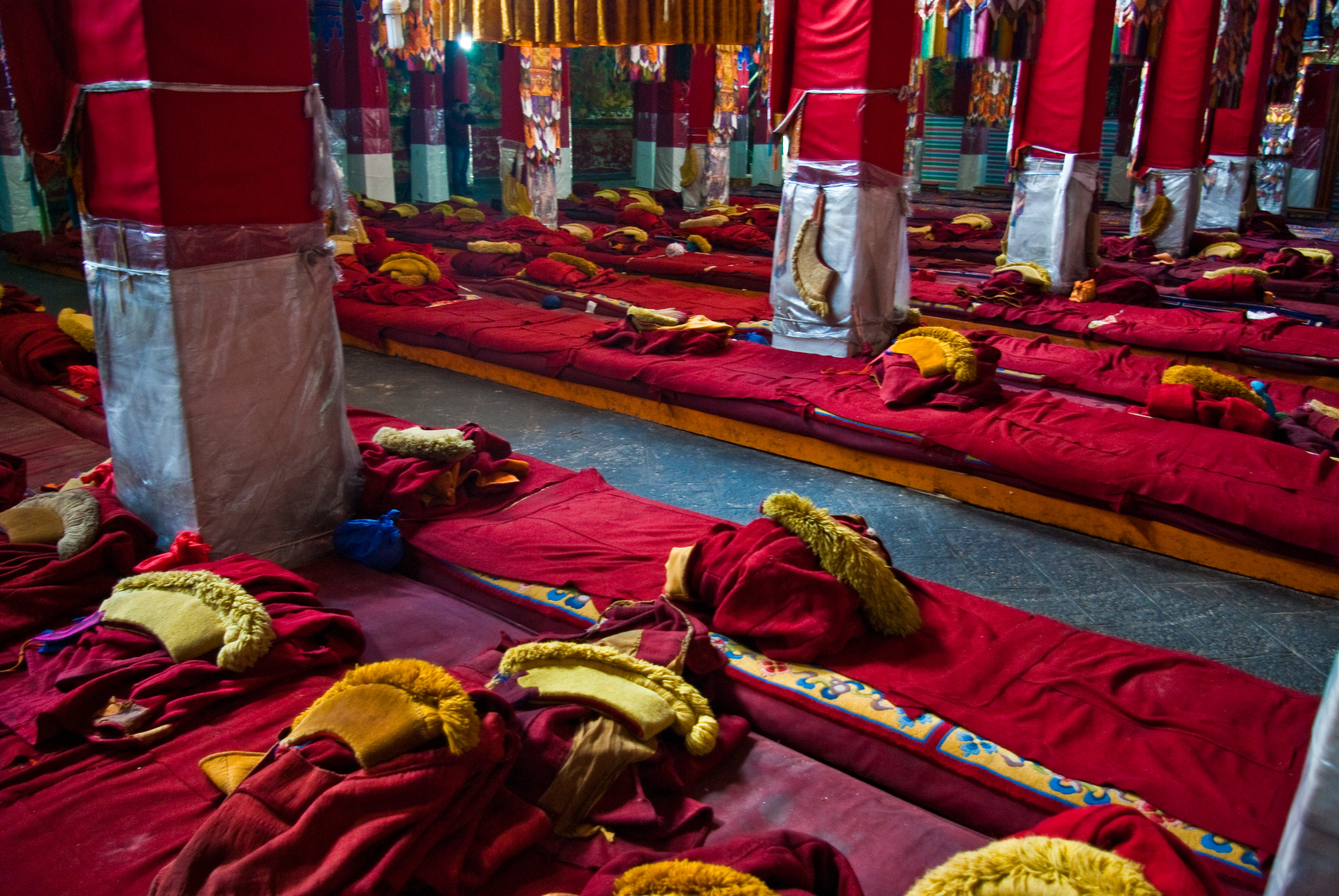
wnętrzne sali modlitewnej w klasztorze Drepung

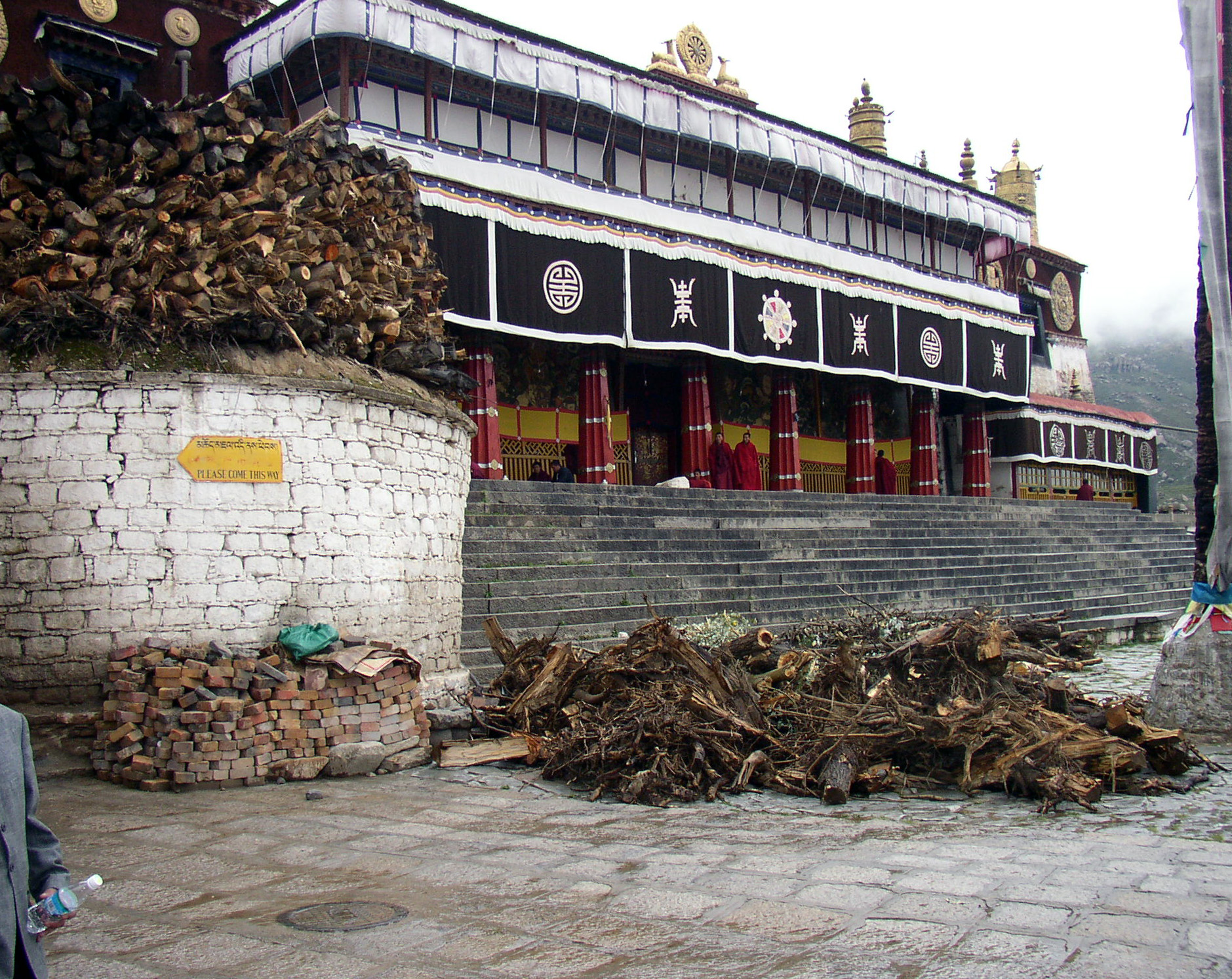
Sala Modlitw

Dziś w klasztorze przebywa zaledwie kilkuset michów z powodu ograniczeń nałożonych przez rząd chiński. Jednak instytucja kontynuuje swoje tradycje na wygnaniu: kampusy w stanie Karnataka w południowych Indiach zostały ofiarowane Tybetańczykom przez indyjskiego premiera Jawaharlala Nehru. Klasztor w Indiach liczy ponad 5000 michów, z czego około 3000 w Drepung Loseling oraz 2000 w Drepung Gomang. Setki nowych adeptów jest przyjmowanych każdego roku, wielu spośród nich to uchodźcy z Tybetu.